# Базаново (Забайкальский край)
База́ново — село в Александрово-Заводском районе Забайкальского края России. Входит в состав Ново-Акатуйского сельского поселения. Основано в 1791 году.

## География
Село находится в центральной части района, на левом берегу реки Гуньгунжда, близ её впадения в реку Акатуй, на расстоянии 12 км от села Новый Акатуй, центра сельского поселения, и 11 км от села Александровский Завод, административного центра района.

### Часовой пояс
Село Базаново, как и весь Забайкальский край, находится в часовой зоне МСК+6. Смещение применяемого времени относительно UTC составляет +9:00.

## Население
| 1989 | 2002 | 2010 | 2021 |
| ---- | ---- | ---- | ---- |
| 158  | ↘111 | ↘82  | ↘58  |

## Достопримечательности
В трёх километрах от села находится братская могила 37 партизан, расстрелянных в 1919 году семёновцами.